# ASR
Az ASR (Anti-Slip Regulation), más néven TCS (Traction Control System) vagy kipörgésgátló olyan elektronikai rendszer, amely gyorsításkor az ABS szenzoroktól kapott adatok alapján figyeli a kerekek forgási sebességét. Amennyiben érzékeli valamelyik kerék gyors fordulatszám-növekedését (megcsúszás), a rendszer beavatkozik a vezérlésbe, csökkenti a motor teljesítményét, és megakadályozza a kipörgést.

## Működése
Ha az ASR 40 km/h alatti sebességnél érzékeli a kerekek kipörgését, akkor csökkenti a motor teljesítményét, illetve a fékek segítségével fékezi a túl gyorsan forgó kereket.
40 km/h felett csak a motorteljesítményt csökkenti, ilyenkor ugyanis a fékezés megcsúszást eredményezhet.
Az ASR feltétele az elektronikus gázpedál.

## Beavatkozás formái
- Gátolja, vagy elfojtja a gyújtást egy vagy több hengertől.
- Csökkenti az üzemanyagellátást egy vagy több hengernél.
- Lefékezi a kipörgő kereket.
- Túlzott gázadásnál csökkenti a motorba jutó üzemanyag mennyiségét.
- Ha van, együttműködik az ESP menetstabilizáló rendszerrel